# 黑森 (下萨克森州)
黑森（德語：Heeßen，發音：[ˈheːsn̩]）是德国下萨克森州绍姆堡县的市镇，面积1.9平方千米，2023年12月31日人口为1,422人。